# باول ليمان (لاعب كرة قدم)
باول ليمان (بالإنجليزية: Paul Leeman)‏ هو لاعب كرة قدم بريطاني في مركز الدفاع، ولد في 21 يناير 1978 في بلفاست في المملكة المتحدة. لعب مع غلينتوران ونادي كروسيدرز.